# Lumbrineris maculata
Lumbrineris maculata är en ringmaskart som beskrevs av Treadwell 1901. Lumbrineris maculata ingår i släktet Lumbrineris och familjen Lumbrineridae. Inga underarter finns listade i Catalogue of Life.